# باشگاه فوتبال سادبوری
باشگاه فوتبال سادبوری (به انگلیسی: Amalgamated Football Club) یک باشگاه فوتبال در شهر سادبوری، سوفاک، کشور انگلستان است که در سال ۱۹۹۹ میلادی تأسیس شده‌است.